# Alpha Apodis
Alpha Apodis is dankzij zijn magnitude van 3,83 de helderste ster in het sterrenbeeld Paradijsvogel. De ster is niet te zien vanuit de Benelux.